# I cavalieri dell'onore
I cavalieri dell'onore (Streets of Laredo) è un film del 1949 diretto da Leslie Fenton.
È un film western statunitense con William Holden, Macdonald Carey, Mona Freeman e William Bendix. È un remake di I cavalieri del Texas del 1936.

## Produzione
Il film, diretto da Leslie Fenton su una sceneggiatura di Charles Marquis Warren e King Vidor con il soggetto di Louis Stevens e Elizabeth Hill (autori della sceneggiatura originale de I cavalieri dell'onore liberamente ispirata al romanzo The Texas Rangers di Walter Prescott Webb), fu prodotto da Robert Fellows per la Paramount Pictures e girato nel ranch di Corriganville a Simi Valley, a Gallup nel Nuovo Messico, nel Melody Ranch a Newhall e nel Paramount Ranch ad Agoura, in California, dal 13 luglio 1948 al 17 settembre 1948.

## Colonna sonora
- Streets of Laredo - ballata tradizionale che dà anche il titolo al film, arrangiamento di Jay Livingston e Ray Evans, cantata da Dick Foote

## Distribuzione
Il film fu distribuito con il titolo Streets of Laredo negli Stati Uniti dal 27 maggio 1949 (première a New York l'11 maggio) al cinema dalla Paramount Pictures.
Altre distribuzioni:
- in Svezia il 7 novembre 1949 (Striden på Laredos gator)
- in Francia il 30 marzo 1950 (La chevauchée de l'honneur e, in DVD, Streets of Laredo)
- in Danimarca il 10 aprile 1950
- in Finlandia il 21 aprile 1950 (He kuolivat uhmaten)
- in Portogallo il 7 luglio 1950 (A Caminho do Inferno)
- in Giappone il 18 luglio 1951
- in Germania Ovest il 15 aprile 1953 (Die Todesreiter von Laredo)
- in Austria nel maggio del 1953 (Die Todesreiter von Laredo)
- in Spagna il 1º aprile 1956 (Tres tejanos)
- in Svezia il 10 ottobre 1959 (redistribuzione)
- in Finlandia il 20 maggio 1960 (redistribuzione)
- in Danimarca il 18 settembre 1961 (redistribuzione)
- in Danimarca il 28 settembre 1964 (redistribuzione)
- in Spagna il 15 ottobre 2008 (in DVD)
- in Germania il 30 gennaio 2009 (in DVD)
- in Grecia (I pagida tou tromou)
- in Brasile (Os Mosqueteiros do Mal)
- in Italia (I cavalieri dell'onore)

## Critica
Secondo Leonard Maltin il film è un "confuso western".

## Promozione
Le tagline sono:
- "No man can kill a Texas Ranger... and get away with it!".
- "RIDE TO WILD ADVENTURE...With The Texas Rangers And Their "Blonde Bobcat"!".
- "HERE'S THE BIG THRILL-STORY OF THE FIRST TEXAS RANGERS!".
- "Three Outlaw Buddies And A "blonde Bobcat" Fighting For Life And Love On The Bullet-Swept "STREETS OF LAREDO"".